# Amt Elsterland
Urząd Elsterland (niem. Amt Elsterland) - urząd w Niemczech, leżący w kraju związkowym Brandenburgia, w Elbe-Elster. Siedziba urzędu znajduje się w miejscowości Schönborn.
W skład urzędu wchodzi pięć gmin:
1. Heideland
2. Rückersdorf
3. Schilda
4. Schönborn
5. Tröbitz